# АТС (Формула 1)
 За италианския отбор от Формула 1, състезавал се през 1960 г. вижте Аутомобили Торисмо е Спорт.  
АТС е немски отбор от Формула 1, състезаващ се в годините 1977 – 1984.
Пълно наименование: Auto Technisches Spezialzubehör. Отбор без големи успехи във Формула 1. Известен с това, че шведската поп група АББА, чиито барабанист Слим Боргуд се състезава за отбора, им става спонсор през 1981 г. Отборът влиза едва 6 пъти в точките, а собственикът Шмидт често се забърква в скандали заради сложния си характер. Известен е случаят, когато Нелсон Пикет налита на бой на пилота на АТС Елисео Салазар. През 1983 г. отборът получава двигатели БМВ и показва добри резултати в квалификациите, но колата е много ненадеждна и отборът не записва нито 1 точка. 1984 г. е последният сезон на отбора. След скандал с Шмидт пилотът Манфред Винкелхок напуска и е заменен от Герхард Бергер, който печели 1 точка, но е дисквалифициран, защото не е записан за участие. В края на сезона БМВ напускат заради лоша реклама, АТС напуска света на Формула 1. Все пак АТС продължава дейността си като производител на джанти, а Гюнтер Шмидт се завръща с нов отбор – Риал.